# Nannenus lyriger
Nannenus lyriger är en spindelart som beskrevs av Simon 1902. Nannenus lyriger ingår i släktet Nannenus och familjen hoppspindlar. Inga underarter finns listade i Catalogue of Life.